# Four (album One Direction)
Four (de obicei stilizat ca FOUR) este al patrulea album al trupei One Direction lansat pe 17 noiembrie 2014 de Columbia Records și Syco Music. Două single-uri au fost lansate de pe albumul FOUR: Steal my girl și Night Changes.
Albumul a primit mixt de recenzii pozitive din partea criticilor de muzică. Acesta a debutat pe numărul unu în 18 țări, inclusiv Marea Britanie, Australia și Statele Unite ale Americii.

## Context și dezvoltare
La 27 aprilie 2014, s-a confirmat faptul că One Direction au lucrat pentru albumul FOUR. Good Charlotte a raportat că au colaborat cu membrii trupei Liam Payne și Louis Tomlinson pentru scrierea melodiilor. Membrii McFly Tom Fletcher, Danny Jones și Dougie Poynter, de asemenea, au făcut echipă cu Niall Horan pentru a scrie pentru album. Trupa rock Kodaline a scris un "cântec de dragoste neîmpărtășită", cu Harry Styles. Trupa rock 1975 a fost, de asemenea, aleasă de One Direction pentru a lucra la album. Printre alte persoane implicate în album se numără cântăreții John Legend și Emeli Sandé și producătorul Naughty Boy.  Payne a susținut că albumul va fi "edgier", și că grupul a scris cele mai multe dintre piesele de pe album. 
Numele și coperta albumului au fost anunțate la 8 septembrie pe site-ul oficial One Direction, împreună cu o descărcare gratuită a unui cântec numit "Fireproof", care a fost disponibil pentru 24 de ore. Horan a declarat că motivul pentru descărcarea gratuită a fost "pentru că ne-au sprijinit atât de mult, am vrut să dăm ceva înapoi". "Fireproof" a fost scris de Payne și Tomlinson, împreună cu John Ryan, Jamie Scott și Julian Bunetta, care a scris, de asemenea, single-ul  lor "Story of My Life ".În intervalul de 24 de ore, au fost generate 1,1 milioane de descărcări. Piesa a fost pusă pe Vevo-ul trupei la 22 septembrie.
Într-un interviu cu Simon Cowell, a fost dezvăluit faptul că una dintre piesele de pe album va fi intitulată "18". Cântecul a fost scris de Ed Sheeran, care a scris, de asemenea, "Little Things" și "Moments" pentru grup. 
Horan a venit cu numele albumului, de comemorare a faptului că este al patrulea album al trupei și că au fost patru ani de la formarea lor.

## Turneul
On the road again tour a fost anunțat în programul de dimineață Today, în cazul în care trupa a dat un interviu de pre -înregistrate unde au eliberat detaliile despre întoarcerea lor înhh Australia. Mai târziu a fost anunțat că trupa va fi, de asemenea, în turneu în Asia și Africa. Grupul va face debutul pentru unele țări, în special în Emiratele Arabe Unite.
La 24 octombrie 2014, site-ul oficial One Direction a anunțat  mai multe date ale turului , cu spectacole din Europa, SUA și Canada.

## Recepția critică
FOUR a primit recenzii mixte-pozitive din partea criticilor de muzică. Unii au susținut că compozițiile lui Payne au arătat semne de maturitate, în timp ce alții au susținut că conținutul muzical a fost prea similar cu munca anterioară a trupei. Pe Metacritic, care atribuie un rating din 100, albumul a primit un scor de 66, ceea ce indică opinii în general favorabile.
Neil McCormick de la The Daily Telegraph a constatat "o comparație puțin probabilă ca Bruce Springsteen în ultimul rând oferind cvintelul lui" Că FOUR a fost "greu să displacă: e vesel, înălțător, plin de viață și bună dispoziție", dar a mai spus că a fost "compoziție de numere ". Tshepo Mokoena de la The Guardian a dat albumului o revizuire mai mixtă de trei stele, fiind din nou comparații cu Springsteen, dar cu avertismentul de a fi "greu fără precedent pop", și Jim Faber de la New York Daily News a dat, de asemenea, trei stele și a lăudat grupul pentru "confruntarea cu limitele lor", dar, în același timp, intrebat de ce fac acest lucru în timp ce au petrecut "atât de mult timp privind în urmă cu dor", a subliniat cu "anxietate" aparent și-a exprimat dezamăgirea că, în timp ce FOUR reprezintă un pas înainte în istoria lor, aceasta "reprezintă un pas înapoi în ambele: sunet și sensibilitate".
Comentarii mai negative au venit de la Chuck Arnold de la  revista Billboard și James Rainis de la Slant Magazine, atât acordarea de stele doar două-și-jumătate. Prima a susținut "One Direction nu sunt gata să renunțe la zilele cu gume de mestecat", în timp ce Rainis încheiat preluarea spunând "corurile albumului irezistibil evidente, sentimente tocite, și-cățeluș cu ochi de seriozitate pot desprinde ca duios când compoziția este inteligentă de ajuns, dar fiecare pas greșit este, în ciuda eforturilor trupei a afirmat mai mult control asupra muzicii lor, un memento dureros de statutul One Direction ca o eternitate pop fabricată să concentreze-grupate. "
Albumul a fost plasat pe locul unsprezece pe lista Cosmopolitan lui de "Cele mai bune 20 de albume de 2014".
Jessica Goodman și Ryan Kistobak de la The Huffington Post a inclus pe albumul pe lista lor de cele mai bune versiuni 2014, susținând că "2014 va fi pentru totdeauna cunoscut ca anul în care ne-am dat seama că One Direction a fost de fapt, îndrăznesc spunem, bine." Goodman complimentat mai departe albumul ca un "complex, unic ".

## Track listing
| Four – standard edition |                             |                                                                              |                                                |         |  |
| Nr.                     | Titlu                       | Autor(i)                                                                     | Producer(s)                                    | Lungime |  |
| 1.                      | „Steal My Girl”             | Louis Tomlinson Liam Payne Wayne Hector Julian Bunetta Ed Drewett John Ryan  | Julian Bunetta Pär Westerlund John Ryan        | 3:48    |  |
| 2.                      | „Ready to Run”              | Tomlinson Payne Jamie Scott Bunetta Ryan [ 15 ]                              | Julian Bunetta John Ryan                       | 3:16    |  |
| 3.                      | „Where Do Broken Hearts Go” | Harry Styles Bunetta Ruth-Anne Cunningham Theodore Geiger Ali Tamposi [ 16 ] | Julian Bunetta Pär Westerlund Teddy Geiger     | 3:49    |  |
| 4.                      | „18”                        | Ed Sheeran Oliver Frank [ 15 ]                                               | Steve Robson Matt Rad Sam Miller               | 4:08    |  |
| 5.                      | „Girl Almighty”             | Bunetta Ryan S. Pages Mehner                                                 | Julian Bunetta John Ryan Alexander Oriet       | 3:22    |  |
| 6.                      | „Fool's Gold”               | Scott Maureen McDonald Niall Horan Zayn Malik Styles Tomlinson Payne         | Matt Rad Jamie Scott Sam Miller                | 3:31    |  |
| 7.                      | „Night Changes”             | Scott Bunetta Ryan Horan Malik Styles Payne Tomlinson                        | Julian Bunetta John Ryan                       | 3:47    |  |
| 8.                      | „No Control”                | Tomlinson Cunningham Scott Payne Bunetta Ryan                                | Julian Bunetta Ian Franzino John Ryan Afterhrs | 3:20    |  |
| 9.                      | „Fireproof”                 | Payne Tomlinson Ryan Scott Bunetta                                           | Julian Bunetta John Ryan Ben "Bengineer" Chang | 2:54    |  |
| 10.                     | „Spaces”                    | Tomlinson Payne Scott Bunetta Ryan                                           | Julian Bunetta Afterhrs John Ryan              | 4:17    |  |
| 11.                     | „Stockholm Syndrome”        | Styles Bunetta Ryan Johan Carlsson                                           | Julian Bunetta John Ryan                       | 3:35    |  |
| 12.                     | „Clouds”                    | Tomlinson Payne Malik Scott Bunetta Ryan                                     | Julian Bunetta John Ryan                       | 3:52    |  |

| Four – deluxe edition |                      |                                                                   |                          |         |  |
| Nr.                   | Titlu                | Autor(i)                                                          | Producer(s)              | Lungime |  |
| 13.                   | „Change Your Ticket” | Payne Tomlinson Horan Malik Styles Sam Martin Bunetta Ryan [ 18 ] | Julian Bunetta Afterhrs  | 4:26    |  |
| 14.                   | „Illusion”           | Payne Scott Bunetta Ryan                                          | Julian Bunetta John Ryan | 3:14    |  |
| 15.                   | „Once in a Lifetime” | Scott Bunetta Ryan                                                | Julian Bunetta John Ryan | 2:38    |  |
| 16.                   | „Act My Age”         | Bunetta Drewett Ryan                                              | Julian Bunetta John Ryan | 3:18    |  |

| Four – iTunes Store deluxe edition (pre-order only) |                                                       |          |         |  |
| Nr.                                                 | Titlu                                                 | Autor(i) | Lungime |  |
| 17.                                                 | „One Direction: Behind the Photo Shoot (BTS footage)” |          |         |  |

| Four – Japanese version (bonus tracks) |                                                        |                                                    |                                       |         |  |
| Nr.                                    | Titlu                                                  | Autor(i)                                           | Producer(s)                           | Lungime |  |
| 13.                                    | „Steal My Girl” (Big Payno & Aftrhrs Pool Party Remix) | Tomlinson Payne Hector Bunetta Drewett Ryan        | Bunetta Westerlund Ryan Payne Aftrhrs | 5:20    |  |
| 14.                                    | „Steal My Girl” (Acoustic Version)                     | Tomlinson Payne Hector Julian Bunetta Drewett Ryan | Bunetta Westerlund Ryan               | 3:48    |  |
| 15.                                    | „Story of My Life” (Live from San Siro)                | Scott Ryan Horan Malik Payne Styles Tomlinson      | Bunetta Ryan                          |         |  |

## Clasamente și certificate
| Clasament (2014)                         | Poziție |
| ---------------------------------------- | ------- |
| Argentine Albums (CAPIF)                 | 1       |
| Australian Albums (ARIA)                 | 1       |
| Austrian Albums (Ö3 Austria)             | 1       |
| Belgian Albums (Ultratop Flanders)       | 1       |
| Belgian Albums (Ultratop Wallonia)       | 3       |
| Brazilian Albums (ABPD)                  | 2       |
| Canadian Albums (Billboard)              | 1       |
| Croatian Albums (HDU)                    | 3       |
| Croatian International Albums (HDU)      | 2       |
| Czech Albums (ČNS IFPI)                  | 8       |
| Danish Albums (Hitlisten)                | 1       |
| Dutch Albums (MegaCharts)                | 1       |
| Finnish Albums (Suomen virallinen lista) | 3       |
| French Albums (SNEP)                     | 2       |
| German Albums (Media Control)            | 5       |
| Greek Albums (IFPI)                      | 5       |
| Hungarian Albums (MAHASZ)                | 6       |
| Irish Albums (IRMA)                      | 1       |
| Italian Albums (FIMI)                    | 1       |
| Japanese Albums (Oricon)                 | 1       |
| Mexican Albums (AMPROFON)                | 1       |
| New Zealand Albums (Recorded Music NZ)   | 1       |
| Norwegian Albums (VG-lista)              | 1       |
| Polish Albums (ZPAV)                     | 3       |
| Portuguese Albums (AFP)                  | 1       |
| Scottish Albums (OCC)                    | 1       |
| South Korean Albums (Gaon)               | 24      |
| South Korean International Albums (Gaon) | 4       |
| Spanish Albums (PROMUSICAE)              | 2       |
| Swedish Albums (Sverigetopplistan)       | 1       |
| Swiss Albums (Schweizer Hitparade)       | 2       |
| Taiwanese Albums (G-Music)               | 4       |
| Taiwanese International Albums (G-Music) | 2       |
| Taiwanese Western Albums (G-Music)       | 2       |
| UK Albums (OCC)                          | 1       |
| US Billboard 200                         | 1       |

| Clasament (2014)         | Poziție |
| ------------------------ | ------- |
| Australian Albums (ARIA) | 14      |
| Italian Albums (FIMI)    | 7       |
| Polish Albums (ZPAV)     | 27      |

| Regiune | Certificări | Vânzări    |
| --- | ----------- | ---------- |
| Australia (ARIA) | 2× Platină  | 140.000^   |
| Austria (IFPI Austria) | Aur         | 10.000x    |
| Canada (Music Canada) | Platină     | 98,000     |
| Danemarca (IFPI Denmark) | Platinum    | 20.000^    |
| Franța (SNEP) | Platină     | 100.000*   |
| Ungaria (Mahasz) | Aur         | 3.000x     |
| Italia (FIMI) | 2× Platină  | 120.000*   |
| Japonia (RIAJ) | Aur         | 100.000^   |
| Mexic (AMPROFON) | 2× Platină  | 120.000^   |
| Noua Zeelandă (RMNZ) | Platină     | 15.000^    |
| Polonia (ZPAV) | Platină     | 20.000*    |
| Spania (PROMUSICAE) | Platină     | 40.000^    |
| Suedia (GLF) | Aur         | 20.000^    |
| Regatul Unit (BPI) | Platină     | 300.000^   |
| Statele Unite (RIAA) | Platină     | 1.000.000^ |
| *cifrele de vânzări sunt bazate pe un singur certificat ^cifrele cargo sunt bazate pe un singur certificat xcifrele nespecificate sunt bazate pe un singur certificat |             |            |

## Istoria lansărilor
| Țară           | Dată             | Format(e)           | Edition(i)      | Label    | Ref.   |
| -------------- | ---------------- | ------------------- | --------------- | -------- | ------ |
| Canada         | 17 November 2014 | CD Digital download | Standard Deluxe | Syco     | [ 75 ] |
| France         | 17 November 2014 | CD Digital download | Standard Deluxe | Syco     | [ 76 ] |
| Germany        | 17 November 2014 | CD Digital download | Standard Deluxe | Syco     | [ 77 ] |
| Italy          | 17 November 2014 | CD Digital download | Standard Deluxe | Syco     | [ 78 ] |
| United Kingdom | 17 November 2014 | CD Digital download | Standard Deluxe | Syco     | [ 79 ] |
| United States  | 17 November 2014 | CD Digital download | Standard Deluxe | Columbia | [ 80 ] |
| Spain          | 18 November 2014 | CD Digital download | Standard Deluxe | Syco     | [ 81 ] |
| Japan          | 19 November 2014 | CD Digital download | Standard Deluxe | Sony     | [ 82 ] |
| United Kingdom | 15 December 2014 | Vinyl               | Standard        | Syco     | [ 83 ] |